# Phalaenopsis hieroglyphica
Phalaenopsis hieroglyphica (Rchb.f.) H.R.Sweet, 1969 è una pianta della famiglia delle Orchidacee, endemica delle isole Filippine.

## Descrizione
È un'orchidea epifita di media taglia, a crescita monopodiale. Presenta un corto fusto pendente, avvolto dalle basi embricate delle foglie che possono essere da poche a molte, un po' coriacee, di forma oblungo-ligulata, ad apice da acuto ad ottuso. La fioritura avviene normalmente in primavera, mediante un'infiorescenza racemosa o paniculata, da suberetta ad arcuate, lunga in media una trentina di centimetri, portante piccole brattee di forma ovata e pochi (normalmente 3 o 4) fiori. Questi sono appariscenti, grandi da 5 a 9 centimetri, si aprono simultaneamente, sono di lunga durata, sono lucidi e di colore bianco con macchie rosse in strisce (ricordano i geroglifici egiziani, da qui il nome della specie) su petali e sepali (entrambi a forma lanceolata), mentre il labello è trilobato coi lobi laterali rialzati, di colore bianco maculato di rosso e recante 2 macchie arancioni sui lobi laterali.

## Distribuzione e habitat
La specie è un endemismo delle isole Filippine, segnatamente Polillo e Palawan, dove cresce epifita sugli alberi di foreste in ombra densa, a clima caldo e umido, ad altitudini di circa 500 metri di quota.

## Sinonimi
- Phalaenopsis lueddemanniana var. hieroglyphica Rchb.f., 1887
- Phalaenopsis lueddemanniana subvar. hieroglyphica (Rchb.f.) A.H.Kent, 1891
- Polychilos hieroglyphica (Rchb.f.) Shim, 1982
- Phalaenopsis hieroglyphica f. flava O.Gruss, 2009

## Coltivazione
Per la coltivazione di questa pianta, considerata la sua tendenza ad essere ricadente, sono consigliati panieri appesi, su supporto di sughero oppure su felci arboree e richiede in coltura esposizione all'ombra, temendo la luce diretta del sole con temperature calde nel periodo della fioritura che è consigliabile abbassare un po' nella fase di riposo vegetativo. Se, dopo la fioritura, il rachide dell'infiorescenza si presenta ancora verde, è consigliabile non asportarlo, perché può rifiorire l'anno successivo.